# Boven De Wolken
Boven De Wolken is het derde studioalbum van de Vlaamse zanger Niels Destadsbader. Op het album staan zijn hit-singles Mee naar boven en Annelies. Op het album zingt de zanger over verschillende thema's. Hij schreef Nu je me loslaat als eerbetoon aan zijn overleden grootvader, Annelies gaat dan weer over een relatiebreuk. Het album werd goed onthaald, aangezien het al een platina plaat kreeg alvorens het werkelijk uitkwam. Niels bracht de nummers van het album voor het eerst live tijdens een live-sessie in het Wijnegem Shop Eat Enjoy. Meteen nadat hij daar de platina plaat ontving, kondigde hij aan die te laten veilen voor Rode Neuzen.
Ondanks het feit dat het album pas half oktober verscheen, was het toch het vijfde meest verkochte in Vlaanderen van 2019.
Het album is ook verkrijgbaar in combinatie met opnames uit de Sportpaleis-show van 2019. Deze fan-editie ging op 22 januari 2020 in voorverkoop, officiële release op 14 februari 2020. De cd bevat ook één nieuw nummer.

## Tracklist
| Nr.                | Titel                 | Schrijver(s)                                           | Producent(en)  | Duur |
| ------------------ | --------------------- | ------------------------------------------------------ | -------------- | ---- |
| 1.                 | Boven de wolken       | Niels Destadsbader, Miguel Wiels, Xander de Buisonjé   | Holger Schwedt | 3:45 |
| 2.                 | Kijk niet om          | Niels, Miguel Wiels, Stefaan Fernande                  | Holger Schwedt | 3:30 |
| 3.                 | Annelies              | Niels, Miguel Wiels                                    | Holger Schwedt | 3:48 |
| 4.                 | Niemand zo mooi       | Niels, Miguel Wiels, Stefaan Fernande                  | Holger Schwedt | 3:27 |
| 5.                 | Nu je me loslaat      | Niels, Miguel Wiels                                    | Holger Schwedt | 3:27 |
| 6.                 | Voor jou alleen       | Niels, Miguel Wiels, Tim Toegaert, Bram Van den Berghe | Holger Schwedt | 3:52 |
| 7.                 | Mee naar boven        | Niels, Miguel Wiels                                    | Holger Schwedt | 3:28 |
| 8.                 | Ben ik bij jou        | Niels, Xander de Buisonjé                              | Holger Schwedt | 3:26 |
| 9.                 | Met z'n allen         | Niels, Miguel Wiels, Xander de Buisonjé                | Holger Schwedt | 3:16 |
| 10.                | In de lucht           | Niels, Miguel Wiels, Stefaan Fernande                  | Holger Schwedt | 3:36 |
| 11.                | Als we samen zijn     | Niels, Miguel Wiels                                    | Holger Schwedt | 3:18 |
| 12.                | Wat zou ik zonder jou | Niels, Miguel Wiels                                    | Holger Schwedt | 3:51 |
| Totale duur: --:-- |                       |                                                        |                |      |

## Tracklist fan-editie
CD
1. Boven De Wolken
2. Kijk Niet Om
3. Annelies
4. Niemand Zo Mooi
5. Nu Je Me Loslaat
6. Voor Jou Alleen
7. Mee Naar Boven
8. Ben Ik Bij Jou
9. Met Z'n Allen
10. In De Lucht
11. Als We Samen Zijn
12. Wat Zou Ik Zonder Jou
13. Hoofd Op M’n Schouder (nieuwe bonustrack)
14. Hey Pa (live bonustrack)
15. Skwon meisje (live bonustrack)
16. Annelies (live bonustrack)
17. Paradijs (live bonustrack)

DVD
1. Ouverture / Verover Mij
2. Boven De Wolken
3. Annelies
4. Speeltijd
5. Als We Samen Zijn
6. Hou Je Me Vast
7. Vandaag
8. Paradijs
9. Ben Ik Bij Jou
10. Sexy Als Ik Dans (met Nielson)
11. Nu Je Me Loslaat
12. Ik Ben Van't Stroate
13. Hey Pa
14. Gloria
15. Met Z'n Allen
16. Het Licht Gaat Uit
17. Teleromeo / Ik Hou Van Folk (met Bart Peeters)
18. Sara
19. Dansen
20. Skwon Meiske
21. Mee Naar Boven
22. Wat Zou Ik Zonder Jou
23. Verover Mij